# 베샬마
베샬마(가가우즈어: Beşalma)는 몰도바 가가우지아 자치구에 위치한 마을이다. 수도 콤라트에서 약 16km 떨어져 있으며, 1791년에 설립되었다.